# Antonov An-38
El Antonov An-38 es un avión de transporte comercial propulsado por dos motores turbohélice. Diseñada por Antónov entre 1989-1991 y producido por NAPO en Rusia entre 1994-2001.

## Historia
La iniciativa para el desarrollo del An-38 partió de un tour de ventas de la industria soviética en 1989 a la India, donde quedó patente la idea de que existía un mercado significativo para un avión similar al Antonov An-28, pero con mayor capacidad, de entre 25 y 30 asientos.
El nuevo diseño, mejorado y alargado a partir del An-28, fue aprobado en 1990 y presentado en el Salón Internacional Aeronáutico de París en junio de 1991.
El primer vuelo de prueba y certificación, con la primera unidad del An-38-100, comenzó el 23 de junio de 1994. El 22 de abril de 1997 obtuvo la certificación para vuelos en el espacio aéreo de la CEI y la internacional en abril del año 2000.
La producción del An-38-100 cesó en el año 2000 debido a la falta de pedidos. Hasta entonces se habían fabricado en Novosibirsk solamente 11 unidades completas. La producción tenía la complejidad de que algunas partes del aparato provenían de fábricas situadas en Ucrania y Bielorrusia, que ahora eran países con fronteras independientes.

## Desarrollo
An-38 se creó como un avión de transporte y de usos múltiples similar a su antecesor An-28, ofreciendo las mismas alas y cola, pero alongando el fuselaje. Se incluyeron mejoras en la cabina de mando y de pasajeros para incrementar la comodidad y el aislamiento acústico interno.
Se incorporan nuevos motores, más potentes y eficientes, que permitían aumentar la capacidad a 27 pasajeros o 2500 kg de carga útil máxima, y la velocidad máxima pasaba a ser de 405 km/h (250 mph).
Su diseño le permite operar en condiciones adversas: está equipado con radar meteorológico, sofisticados sistemas de navegación y neumáticos de baja presión para poder operar desde pistas de aterrizaje no pavimentados y heladas. Además, la aeronave es más resistente a la parada en altos ángulos de ataque y es estable y maniobrable con hielo en el conjunto de ala y cola.
11 de diciembre de 2001, se crea una nueva versión An-38-200 modificando el primer An-38-100 fabricado en 1994. Esta nueva versión sustituye los motores turbohélice estadounidense Garrett TPE331-14GR-801E por los motores Glushenkov TVD-20-03 del fabricante ruso OMKB. Las capacidades de la nueva versión An-38-200 se ven mermadas, al ser 150 kg más pesado y contar con un motor OMKB de 125 hp menos, frente a su antecesor An-38-100 de 1500 hp con motor Garrett.

### Versiones
- AN-38-100 : Versión inicial con motor Garrett TPE331-14GR-801E y conjunto de equipos homologados para rutas aéreas dentro de la CEI sin restricciones.
- AN-38-110 : Versión con el conjunto de equipos reducidos y homologados para rutas aéreas dentro de la CEI pero con restricciones.
- AN-38-120 : Versión con equipos más avanzados y homologados para rutas aéreas internacionales.
- AN-38-200 : Versión creada a partir del An-38-120 incorporando los motores Glushenkov TVD-20-03 y añadiendo un sistema TCAS que le permite realizar vuelos todo tiempo.
- AN-38D :  Versión con capacidad para 22 paracaidistas.
- An-38K : Versión de carga con capacidad máxima útil aumentada hasta 3200 kg (aumento del peso de despegue hasta 9400 kg).
- AN-38C : Versión sanitaria, diseñado para transporte de seis camillas y nueve personas de personal sanitario.

## Galería de imágenes
|                              |
| An-38-120 de Vostok Airlines |

|                            |
| An-38-100 de Alrosa M.A.E. |

|                              |
| An-38-120 de Vostok Airlines |

## Accidentes
El 24 de marzo de  2015, un An-38-100 de propiedad de Alrosa M. Air Enterprise se salió de pista durante el aterrizaje en el complejo minero Nakyn-Nurba (República de Sajá-Yakutia) chocando contra obstáculos. No se produjeron heridos y la aeronave sufrió daños menores en el fuselaje.

## Especificaciones Técnicas (An-38-100)
Referencia datos: Jane's All The World's Aircraft 2003–2004

### Características generales
- Tripulación: 2
- Capacidad: 27 pasajeros
- Carga: 2500 kg (5510 lb)
- Longitud: 15,7 m (51,4 ft)
- Envergadura: 22,1 m (72,4 ft)
- Altura: 5,1 m (16,6 ft)
- Peso vacío: 5300 kg (11 681,2 lb)
- Peso máximo al despegue: 9500 kg (20 938 lb)
- Planta motriz: 2× turbohélice Garrett TPE331-14GR-801E.
  - Potencia: cada uno.

### Rendimiento
- Velocidad máxima operativa (Vno): 405 km/h (252 MPH; 219 kt)
- Velocidad crucero (Vc): 380 km/h (236 MPH; 205 kt)
- Alcance: 1750 km (945 nmi; 1087 mi)